# Agnese d'Aquitania
Agnese d'Aquitania (1105 circa – 1159 circa) è stata regina d'Aragona durante il suo breve matrimonio con il re Ramiro II, detto il monaco. La coppia si separò dopo la nascita della loro unica figlia, la regina Petronilla, in quanto il re d'Aragona tornò alla vita monacale. Agnese si ritirò invece nell'Abbazia di Fontevraud, da dove continuò a prendere parte agli affari di stato.

## Biografia

### Origini
Agnese era figlia di Guglielmo IX, duca di Aquitania e conte di Poitiers, e Filippa, contessa di Tolosa. Era l'omonima di sua zia Agnese, moglie del re Pietro I d'Aragona e Navarra. 

### Primo matrimonio
Il suo primo matrimonio, con Aimerico V, visconte di Thouars, fu celebrato qualche tempo prima del 9 gennaio 1117, quando la coppia confermò i possedimenti dell'abbazia di Saint-Laon de Thouars.  Prima della morte di Aimerico, avvenuta nel 1127, Agnese gli diede tre figli:
1. Guglielmo I (morto nel 1151), che successe a suo padre[4]
2. Guido morto intorno al 1149), signore di Oiron[5]
3. Geffredo IV (morto nel 1173), che succedette a Guglielmo[5]

### Secondo matrimonio
Il 13 novembre 1135 nella cattedrale di Jaca, antica capitale del regno di Aragona, Agnese sposò il re Ramiro II, un monaco che aveva rassegnato le dimissioni del titolo di vescovo di Roda per succedere al fratello senza figli, Alfonso il Battagliero.  L'autore anonimo contemporaneo della Chronica Adefonsi imperatoris attribuisce a Ramiro l'iniziativa di sposare Agnese.
L'età di Agnese (circa trent'anni) e la comprovata fertilità nel suo precedente matrimonio erano probabilmente le ragioni principali per cui l'Aragonese l'aveva scelta come sua moglie.
In un documento datato allo stesso mese del suo matrimonio, Ramiro dichiara di "aver preso moglie non per desiderio della carne, ma per il restauro del sangue e del suo lignaggio" ( uxorem quoque non carnis libidine, set sanguinis ac proienici restauratione duxi). In seguito gli storici medioevali e moderni, imbarazzati dal disprezzo per la legge canonica, inventarono spiegazioni per conciliare il matrimonio di un vescovo con una laica. La Cronaca piniatese, del XIV secolo registra che i messaggeri furono inviati al papa per ottenere la giusta dispensa. La traduzione aragonese della stessa cronaca mette in dubbio lo status religioso di Ramiro ("alcune cronache dicono che non era in ordini sacri", le cronache algunas dizen que no era en sacres órdenes ). Secondo il II Concilio Lateranense del 1139, la chiesa, forse influenzata dal caso di Ramiro e Agnese, dichiarò nulli i matrimoni dei chierici. Prima di questa decisione, erano matrimoni legittimi, ma illegali.

### Regno e morte
Il primo diploma reale conosciuto in cui Agnese appare come regina è un originale datato al 29 gennaio 1136. Agnese aveva avuto una figlia, Petronilla. L'ultima apparizione di Agnese in un documento aragonese risale all'ottobre del 1136: una donazione congiunta con il marito di un mulino e un cavallo a Loscertales al monastero di San Pedro de Antefruenzo. Lei e Ramiro potrebbero essersi separati poco dopo. Suo fratello morì in pellegrinaggio a Santiago de Compostela il 3 aprile 1137. Fu probabilmente durante il suo passaggio in Iberia che fu ottenuto il suo consenso al matrimonio proposto della piccola Petronilla; non ci sono però prove che Agnese abbia preso parte all'organizzazione del futuro di sua figlia.
In una serie di atti tra l'11 agosto e il 13 novembre del 1137, Ramiro fidanzò sua figlia con il potente conte Raimondo Berengario IV di Barcellona, fece giurare fedeltà ai suoi sudditi al conte e poi gli consegnò il potere reale. Dopo il trasferimento del potere, Ramiro tornò alla vita religiosa e Agnese si ritirò nell'Abbazia di Fontevraud, dove si era ritirata anche sua madre prima di lei. La sua presenza è testimoniata da documenti del 1141 e del 1147. Morì intorno al 1159.

## Ascendenza
|                             |                     |                         | Genitori                       |  |  | Nonni |  |  | Bisnonni                 |  |  | Trisnonni                 |  |
|                             |                     |                         |                                |  |  |       |  |  | Guglielmo V di Aquitania |  |  | Guglielmo IV di Aquitania |  |
|                             |                     |                         |                                |  |  |       |  |  | Guglielmo V di Aquitania |  |  | Guglielmo IV di Aquitania |  |
|                             |                     | Emma di Blois           |                                |  |  |       |  |  | Guglielmo V di Aquitania |  |  |                           |  |
| Guglielmo VIII di Aquitania |                     |                         |                                |  |  |       |  |  | Guglielmo V di Aquitania |  |  |                           |  |
|                             |                     | Agnese di Borgogna      | Ottone I Guglielmo di Borgogna |  |  |       |  |  |                          |  |  |                           |  |
|                             |                     | Agnese di Borgogna      | Ottone I Guglielmo di Borgogna |  |  |       |  |  |                          |  |  |                           |  |
|                             |                     | Agnese di Borgogna      | Ermentrude di Roucy            |  |  |       |  |  |                          |  |  |                           |  |
| Guglielmo IX d'Aquitania    |                     | Agnese di Borgogna      |                                |  |  |       |  |  |                          |  |  |                           |  |
|                             |                     | Roberto I di Borgogna   | Roberto II di Francia          |  |  |       |  |  |                          |  |  |                           |  |
|                             |                     | Roberto I di Borgogna   | Roberto II di Francia          |  |  |       |  |  |                          |  |  |                           |  |
|                             |                     | Roberto I di Borgogna   | Costanza d'Arles               |  |  |       |  |  |                          |  |  |                           |  |
| Hildegarda di Borgogna      |                     | Roberto I di Borgogna   |                                |  |  |       |  |  |                          |  |  |                           |  |
|                             |                     | Ermengarda d'Angiò      | Folco III d'Angiò              |  |  |       |  |  |                          |  |  |                           |  |
|                             |                     | Ermengarda d'Angiò      | Folco III d'Angiò              |  |  |       |  |  |                          |  |  |                           |  |
|                             |                     | Ermengarda d'Angiò      | Ildegarda di Sundgau           |  |  |       |  |  |                          |  |  |                           |  |
| Agnese d'Aquitania          |                     | Ermengarda d'Angiò      |                                |  |  |       |  |  |                          |  |  |                           |  |
|                             | Ponzio II di Tolosa | Guglielmo III di Tolosa |                                |  |  |       |  |  |                          |  |  |                           |  |
|                             | Ponzio II di Tolosa | Guglielmo III di Tolosa |                                |  |  |       |  |  |                          |  |  |                           |  |
|                             | Ponzio II di Tolosa | Emma di Provenza        |                                |  |  |       |  |  |                          |  |  |                           |  |
| Guglielmo IV di Tolosa      | Ponzio II di Tolosa |                         |                                |  |  |       |  |  |                          |  |  |                           |  |
|                             |                     | Almodis de La Marche    | Bernardo I de La Marche        |  |  |       |  |  |                          |  |  |                           |  |
|                             |                     | Almodis de La Marche    | Bernardo I de La Marche        |  |  |       |  |  |                          |  |  |                           |  |
|                             |                     | Almodis de La Marche    | Amelia de Rasés                |  |  |       |  |  |                          |  |  |                           |  |
| Filippa di Tolosa           |                     | Almodis de La Marche    |                                |  |  |       |  |  |                          |  |  |                           |  |
|                             |                     | Roberto di Mortain      | Erluino di Conteville          |  |  |       |  |  |                          |  |  |                           |  |
|                             |                     | Roberto di Mortain      | Erluino di Conteville          |  |  |       |  |  |                          |  |  |                           |  |
|                             |                     | Roberto di Mortain      | Herleva                        |  |  |       |  |  |                          |  |  |                           |  |
| Emma di Mortain             |                     | Roberto di Mortain      |                                |  |  |       |  |  |                          |  |  |                           |  |
|                             |                     | Matilda de Montgomerie  | Ruggero II di Montgomery       |  |  |       |  |  |                          |  |  |                           |  |
|                             |                     | Matilda de Montgomerie  | Ruggero II di Montgomery       |  |  |       |  |  |                          |  |  |                           |  |
|                             |                     | Matilda de Montgomerie  | Mabel di Bellême               |  |  |       |  |  |                          |  |  |                           |  |
|                             |                     | Matilda de Montgomerie  |                                |  |  |       |  |  |                          |  |  |                           |  |